# Breathe (Backstreet Boys)
Breathe è un singolo del gruppo musicale statunitense Backstreet Boys, pubblicato il 18 gennaio 2019 come quarto estratto dal nono album in studio DNA.

## Descrizione
Breathe è una ballad caratterizzata dalle armonie eseguite a cappella dai cinque cantanti. L'annuncio della sua pubblicazione è stato fatto tramite Twitter, dove i Backstreet Boys hanno dichiarato di "aver voluto dare un assaggio del passato della tecnica a cappella dei Backstreet Boys". Il brano esprime il dolore per un amore perduto attraverso una serie di confessioni sincere.